# Banco Payaguá
Banco Payaguá é um município da Argentina, localizada na província de Formosa